# Cyrtopogon kovalevi
Cyrtopogon kovalevi là một loài ruồi trong họ Asilidae. Cyrtopogon kovalevi được Lehr miêu tả năm 1998. Loài này phân bố ở vùng Cổ Bắc giới.